# Хиландарски портик
Хиландарски портик, улазна капија или улазни портик једини је улаз у Хиландарски манастир на Светој Гори. Сврстава се међу најстарији датовани примерак градитељства ове врсте, који је са три стране отворен широким, полукружно завршеним луцима, а четвртом, западном страном повезан је са зидом око манастирског улаза. Слепу куполу над њим преко пандантифа носе четири масивна зидана ступца.

## Положај
Хиландарски портик се налази на северној страни манастирског утврђења, између конака изграђеног 1598, и нових конака изграђених 1821. године. Испред портика је чесма коју је 1780. године саградио хаџи Тома из Видина.

## Историја
Данашњи улаз у манастир, према мишљењу историчара Александара Фотића, почео је да се зида непосредно пре или у време зидања конака који се пружа до пирга Светог Саве. На то указује податак анонимног шпанског посетиоца из 1555. године, који је бежећи из заточеништва, у Хиландару затекао изнад манастирских врата „слику“ Богородице, пред којом је сваки посетилац морао да очита молитву пре него што би био пуштен да уђе. Док се у једном извору наводи  да сви атонски манастири имају железом окована врата.
Да ли се данашњи улаз у манстир који је описан на овој страници налазио у средњем веку или  је он само из основа обновљен с краја 16. и с почетка 17. веку, тек треба археолошким истражицањима да се докаже.  Тешка дрвена врата, окована гвозденим лимом, постављена су на улаз у манастир 1602/1603. године, и она су данас  друга по реду улазна врата. На првим вратима, такође окованим, нема никаквог натписа. Постоји претпоставка да су она постављена тек после садашње друге капије, негде пре 1634/35. године, када је завршен улазни трем. Међутим, помен „унутрашње капије“ у једном турском хуџету показује да су септембра 1619. године већ постојале на манстиру бар  две капије.
Данашњи Хиландарски портик, улаз или манастирска порта, саграђен је у лето 1635. године,  што се може доста тачно одредити јер је на почетку његове градње, 28. јуна 1635. године,  манастирски старешина поново био Мардарије уместо, јеромонаха Филимона. Исте године је о трошку херцеговачког митрополита и хаџије кир Симеона саборна црква добила велики дуборезни иконостас, а кир Исаија, босански митрополит и хаџија, поклонио јој је игумански престо украшен интарзијом и два певничка аналогија.
Садашњи улазни трем, који је покривен калотом и отворен са источне стране има озидана седишта за одмор путника дуж северног и јужног зида. Саграђен је у време игумана Филимона 1636/1637. године.
Из овог трема кроз дебела дрвена врата, окована споља гвозденим плочама, улази се у отворено мало скоро четвороугаоно двориште, окружено високим зидовима, намењеним одбрани манастира у случају пробоја спољашње капије. Једина зидна слика у овом делу улаза је Деизис у ниши на источном зиду из 19. века.
Кроз друга, масивна, гвожђем окована врата улази се у трећи простор који је обновљен 1628/1629. године (према наводина на мермерној плочици узиданој на западној страни).
Како је портик доста страдао у једном земљотресу који је погодио Атос, био је полупорушен у 16. веку. Обнова портика обављена је током 17. века. Из периода обнове портика, у простору трема очувани  су остаци зидних слика: у ниши над источним пролазом приказана је доста необична представа арханђела Михаила на коњу, вероватно из друге половине 17. века, а у дубокој ниши на западној страни су зидне слике из 1753. године, са ликовима Богородице, пророка и српских светитеља Саве и Симеона.
На зидовима трема, данас се виде доста oштeћeнe зидне слике настале у периоду крај 18.- почетка 19 века. На њима су приказане сцене из живота Богородице, поучне параболе (човек који гради на песку и на стени, сиромашни и богати Лазар и др.), неколико Великих празника. У 19 веку на трему су досликани ликови Светог Саве Српског и Симеона Мироточивог, Светог Кирила и Методија.
Некада се ризница манастира налазила изнад улаза у манастир. Кроз пролаз који су некада такође штитила гвожђем окована врата улази се у отворени трем испод конака, одакле се виде црква, фијала и два огромна чемпреса у хиландарском дворишту.